# Ófelnémet hangeltolódás

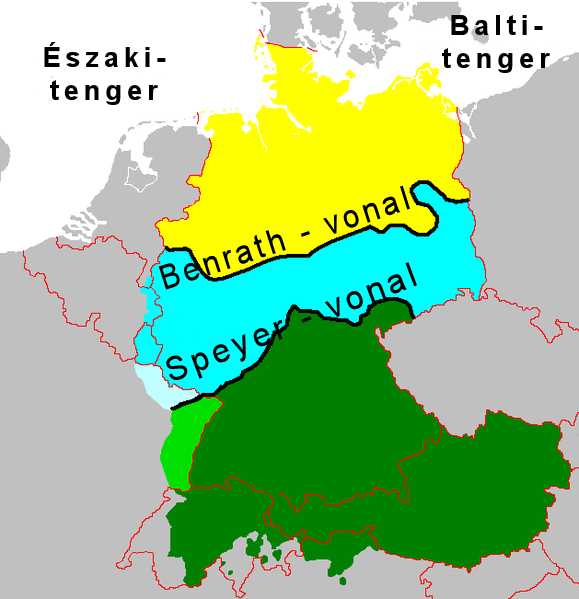
A térkép sárgával jelöli az alnémet, kékkel a középnémet és zölddel a felnémet dialektusok elterjedési területét

Az ófelnémet vagy második germán hangeltolódás (Zweite Lautverschiebung) egy hangtani változás, amely feltehetőleg a 3. és 9. század között ment végbe a német nyelvterület déli részén, tehát lezárult még a legkorábbi német nyelvemlékek megszületése előtt, és amelynek során létrejött az ófelnémet nyelv, a mai déli német nyelvjárások és az irodalmi német nyelv közös elődje. Az első germán hangeltolódás valamennyi germán nyelvet elkülöníti a többi indoeurópai nyelvtől, a második germán hangeltolódás pedig a német nyelvet különíti el a többi germán nyelvtől.
A német nyelvjárások aszerint osztályozhatók, hogy milyen mértékben vettek részt a második germán hangeltolódásban. A Berlin és Köln közötti képzeletbeli vonaltól (az ún. Benrath-vonaltól) északra alnémet, délre felnémet dialektusokat beszélnek. A felnémet nyelvjárások tovább oszthatók felső és középnémetre a Speyer-vonal mentén. Megjegyezzük, hogy az „al” és „fel” jelzők természetesen nem minősítések, hanem a földrajzi elhelyezkedésre utalnak: a felnémet beszélői a déli hegyvidéki (felső) területeken élnek, míg az alnémet beszélők az északi tengerparti (alsó) vidéken.
A német irodalmi nyelv, amit az iskolában tanítanak, a felnémet nyelvjárásokon alapul, így jobbára jelentkeznek benne a hangeltolódás eredményei. Felnémet nyelvet beszélnek Magyarországon a dunai svábok és az erdélyi szászok egy része is. Hangtani tekintetben az alnémet dialektusok közé tartozik a holland nyelv.
Az alnémet és felnémet szókincs nagyrészt azonos, a hangeltolódás miatt a szavak hangalakja gyakran mégis annyira különbözik, hogy a nyelvjárások a másik beszélői számára sem érthetőek. A felnémet nyelv újkori dominanciája miatt az alnémet beszélők mind értik a (felnémet) köznyelvet, a felnémetek viszont nemigen értik az alnémetek mondandóját. Ezért, ha egy német nyelvű tévében nyelvjárási beszélőt szólaltatnak meg, gyakran feliratozzák a szavait.

## Áttekintés
A hangeltolódás négy lépésben ment végbe a századok során. Az első két lépés a zöngétlen zárhangokra hatott: az elsőben jobbára a szó belsejében vagy végén állók váltak réshangokká, míg a másodikban jobbára a szó elején állók zár-réshangokká. A harmadik lépésben a zöngés zárhangok elzöngétlenedtek, a negyedikben pedig a þ hang (fogréshang, az angol th-val jelöli, mint a the vagy think szavakban) d-re váltott.
A négy lépés különböző területekre volt hatással. Valamennyi érintette a legdélebbi nyelvjárásokat (a mai Svájcban, Bajorországban és Ausztriában), itt olyan hangváltozásokat is megfigyelhetünk, amelyeket az irodalmi nyelvben nem. A legtöbb változás megjelenik a felsőnémet nyelvterület egészén (a Speyer-vonaltól délre) és az irodalmi nyelvben, a középnémet terület pedig amolyan „átmeneti zóna”. Az északi alnémet nyelvjárások jórészt érintetlenek maradtak, a negyedik lépés viszont nemcsak a felnémet nyelvjárásokra, hanem a teljes német nyelvterületre hatással volt (beleértve a mai Hollandiát is).
| Lépés | Változás | Módosult felnémet szó                 | Más germán nyelvi példa                                      | Elterjedés                                         | Század |
| ----- | -------- | ------------------------------------- | ------------------------------------------------------------ | -------------------------------------------------- | ------ |
| 1.    | *p→f     | Affe (majom)                          | angol ape, holland aap, svéd apa                             | felső és középnémet                                | 4./5.  |
| 1.    | *p→f     | schlafen (alszik)                     | angol sleep, holland slapen                                  | felső és középnémet                                | 4./5.  |
| 1.    | *p→f     | Schiff (hajó)                         | angol ship, holland schip, svéd skepp                        | felső és középnémet                                | 4./5.  |
| 1.    | *p→f     | kaufen (vásárol)                      | holland kopen, svéd köpa, óangol cēapian                     | felső és középnémet                                | 4./5.  |
| 1.    | *p→f     | auf (fel)                             | angol up, holland op, svéd upp                               | felső és középnémet                                | 4./5.  |
| 1.    | *t→sz    | essen (eszik)                         | angol eat, holland eten, svéd äta                            | felső és középnémet                                | 4./5.  |
| 1.    | *t→sz    | dass (az)                             | angol that, holland dat, óészaki þat                         | felső és középnémet                                | 4./5.  |
| 1.    | *t→sz    | aus (ki)                              | angol out, holland uit, svéd ut                              | felső és középnémet                                | 4./5.  |
| 1.    | *t→sz    | Fuß (láb, ß kiejtése sz)              | angol foot, holland voet, svéd fot                           | felső és középnémet                                | 4./5.  |
| 1.    | *t→sz    | Straße (utca)                         | angol street, holland straat, dán stræde                     | felső és középnémet                                | 4./5.  |
| 1.    | *k→ch    | machen (csinál)                       | angol make, holland maken                                    | felső és középnémet                                | 4./5.  |
| 1.    | *k→ch    | auch (is)                             | holland ook, svéd ok, ock, óangol ēac                        | felső és középnémet                                | 4./5.  |
| 1.    | *k→ch    | ich (én)                              | holland ik, óangol ic, dán jeg                               | felső és középnémet                                | 4./5.  |
| 1.    | *k→ch    | suchen (keres)                        | angol seek, holland zoeken, svéd söka                        | felső és középnémet                                | 4./5.  |
| 1.    | *k→ch    | Buch (könyv)                          | angol book, holland boek, svéd bok                           | felső és középnémet                                | 4./5.  |
| 2.    | *t→c     | Zeit (idő, a z kiejtése c)            | angol tide (időszak), holland tijd, svéd tid                 | felső német                                        | 5./6.  |
| 2.    | *t→c     | zwei (kettő)                          | angol two, holland twee, svéd två                            | felső német                                        | 5./6.  |
| 2.    | *t→c     | zehn (tíz)                            | angol ten, holland tien, svéd tio                            | felső német                                        | 5./6.  |
| 2.    | *t→c     | zu (hozzá)                            | angol to, holland te                                         | felső német                                        | 5./6.  |
| 2.    | *t→c     | zahlen (számol)                       | holland talen (nyelven), svéd tala                           | felső német                                        | 5./6.  |
| 2.    | *p→pf    | Pflug (eke)                           | alnémet Ploog, holland ploeg, svéd plog, angol plough (plow) | felső német                                        | 6./7.  |
| 2.    | *p→pf    | Pferd (ló)                            | alnémet Peerd, holland paard                                 | felső német                                        | 6./7.  |
| 2.    | *p→pf    | Apfel (alma)                          | angol apple, holland appel, svéd äpple                       | felső német                                        | 6./7.  |
| 2.    | *p→pf    | Pfeffer (bors)                        | angol pepper, holland peper, svéd peppar                     | felső német                                        | 6./7.  |
| 2.    | *p→pf    | Pfeife (síp, duda)                    | angol pipe, alnémet Piep, holland pijp                       | felső német                                        | 6./7.  |
| 2.    | *k→kch   | bajor Kchind (gyerek)                 | német Kind                                                   | csak a legdélebbi osztrák-bajor területeken        | 7./8.  |
| 2.    | *k→kch   | alemann Stokch (bot)                  | német Stock, holland stok, angol stock                       | csak a legdélebbi osztrák-bajor területeken        | 7./8.  |
| 2.    | *k→kch   | alemann Werch (munka)                 | német Werk, holland werk, angol work                         | csak a legdélebbi osztrák-bajor területeken        | 7./8.  |
| 3.    | *b→p     | bajor Perg (hegy)                     | német Berg, holland berg, angol barrow                       | bajor-alemann nyelvjárások                         | 8./9.  |
| 3.    | *b→p     | bajor pist (te vagy)                  | német bist                                                   | bajor-alemann nyelvjárások                         | 8./9.  |
| 3.    | *b→p     | bajor pitten (kér)                    | német bitten, holland bidden, angol bid                      | bajor-alemann nyelvjárások                         | 8./9.  |
| 3.    | *d→t     | rot (piros)                           | angol red, holland rood, svéd röd                            | felső német                                        | 8./9.  |
| 3.    | *d→t     | Mutter (anya)                         | holland moeder, svéd moder, óangol modor                     | felső német                                        | 8./9.  |
| 3.    | *d→t     | gut (jó)                              | angol good, holland goed, svéd god                           | felső német                                        | 8./9.  |
| 3.    | *d→t     | Tag (nap)                             | angol day, holland/svéd dag                                  | felső német                                        | 8./9.  |
| 3.    | *d→t     | trinken (iszik)                       | angol drink, holland drinken, svéd dricka                    | felső német                                        | 8./9.  |
| 3.    | *g→k     | bajor Kot (isten)                     | német Gott, angol/holland god, svéd gud                      | bajor-alemann nyelvjárások                         | 8./9.  |
| 4.    | þ→d      | német durch (át), holland door        | angol through, gót þaírh                                     | a teljes felnémet – alnémet – holland nyelvterület | 9./10. |
| 4.    | þ→d      | német drei (három), holland drie      | angol three, izlandi þrír                                    | a teljes felnémet – alnémet – holland nyelvterület | 9./10. |
| 4.    | þ→d      | német Bruder (fivér), holland broeder | angol brother, izlandi bróðir                                | a teljes felnémet – alnémet – holland nyelvterület | 9./10. |
| 4.    | þ→d      | német du (te), alnémet dü             | régies angol thou, izlandi þú                                | a teljes felnémet – alnémet – holland nyelvterület | 9./10. |
| 4.    | þ→d      | német Bad (fürdő), holland bad        | angol bath, izlandi bað                                      | a teljes felnémet – alnémet – holland nyelvterület | 9./10. |

## A négy lépésről bővebben

### Első lépés
Az első lépés során, amely a 4. században kezdődhetett és melynek hatása a teljes felnémet nyelvterületre kiterjedt, a zöngétlen zárhangok szó közepén kettős, szó végén pedig egyszerű réshangokká alakultak.
- p→ff vagy szóvégi f
- t→zz (később ss) vagy szóvégi z (sz)
- k→hh (később ch)

Példák:
- óangol slǣpan (alszik) : ófelnémet slāfan (angol sleep, holland slapen, német schlafen)
- óangol strǣt (utca): ófelnémet strāzza (angol street, holland straat, német Straße)
- óangol rīce (birodalom): ófelnémet rīhhi (angol rich, holland rijk, német reich)

Az első lépés nem volt hatással a kettős zárhangokra (például az *appul „alma” vagy *katta „macska” szavakban), sem pedig olyan egyszerű zárhangokra, amelyek egy másik mássalhangzó után álltak (például a *scarp „éles” vagy *hert „szív” szavakban).

### Második lépés
A második lépés során, amely a 8. századra befejeződött és a felső német nyelvjárásokra korlátozódott, zár-réshangokká alakultak az első lépésben változatlanul maradt zöngétlen zárhangok: a szókezdő helyzetben állók, a kettőzöttek, valamint az l vagy r után állók.
- p→pf (ófelnémet szövegekben ph; később l és r hang után f-re váltott)
- t→c (német szövegben általában z-nek írják)
- k→kch (ez a változás az irodalmi nyelvben nem jelenik meg.)

A tiroli nyelvjárás az egyetlen, amelyben a kch (IPA-jellel: /kx/) hang minden helyzetben kifejlődött. Az alemannban csak a kettős hangok fejlődtek zár-réshanggá, egyébként sima ch-t találunk (lásd az első lépést). Ugyanakkor ettől függetlenül a szókezdő kch hang az alemannban is megvan, ez áll a k helyén a jövevényszavakban. Sőt előfordul saját képzett szavakban is, például a Gchnorz [kxno(ː)rts] (nehéz munka) szóban, ami a chnorze ige származéka (a g a befejezettség jele, mint a németben a ge). Itt ugyanis a ch zöngétleníti az előtte álló g-t, ami így k lesz.
Példák:
- óangol æppel (alma): ófelnémet aphul (angol apple, holland appel, német Apfel)
- óangol scearp (éles): ófelnémet scarpf (angol sharp, holland scherp, német scharf, alemann scharff)
- óangol catt (macska): ófelnémet kazza (angol cat, holland kat, német Katze, alemann Chatz)
- óangol tam (szelíd): ófelnémet zam (angol tame, holland tam, német zahm)
- óangol liccian (nyal): ófelnémet lecchōn (angol to lick, holland likken, német lecken, alemann schlecke/schläcke /ʃlɛkxə, ʃlækxə/)
- óangol weorc (munka): ófelnémet werk vagy werch (angol work, holland werk, német Werk, alemann Werch/Wärch)

Az alábbi kapcsolatokban nem ment végbe a hangeltolódás: sp, st, sk, ft, ht, tr.
- óangol spearwa (veréb): ófelnémet sparo (angol sparrow, holland spreeuw, német Sperling)
- óangol mæst (árbóc): ófelnémet mast (angol mast, holland mast, német Mastbaum)
- óangol niht (éjszaka): ófelnémet naht (angol night, holland nacht, német Nacht)
- óangol trēowe (hűséges): ófelnémet  (ge)triuwi (angol true, holland (ge)trouw, német treu)

### Harmadik lépés
A harmadik lépés során, melynek földrajzi kiterjedése a legkorlátozottabb volt, a zöngés zárhangok elzöngétlenedtek.
- b→p
- d→t
- g→k

Az irodalmi németben csak a d→t váltás jelenik meg, a másik kettő a svájci német nyelvre, valamint az osztrák és bajor dialektusokra korlátozódik. Amikor a hangeltolódás harmadik lépése elkezdődött, az első és második lépés minden bizonnyal nem volt már produktív, különben a létrejövő zöngétlen zárhangok tovább változtak volna réshangokká és zár-réshangokká. Valószínű ideje tehát a 8–9. század.
Példák:
- óangol dōn (tesz): ófelnémet tuon (angol do, holland doen, német tun)
- óangol mōdor (anya): ófelnémet muotar (angol mother, holland moeder, német Mutter)
- óangol rēad (piros): ófelnémet rōt (angol red, holland rood, német rot)
- óangol biddan (ajánl): ófelnémet bitten vagy pitten (angol bid, holland bieden, német bitten, bajor pitten)

Valószínű, hogy a pizza egy korai ófelnémet jövevényszó az olasz nyelvben, a bizzo módosult változata (modern német Bissen „falat”).

### Negyedik lépés
Végül a negyedik lépésben a þ fogréshang d-vé alakult. Ez a lépés elüt az előző háromtól abban, hogy csak egyetlen hang változott, nem pedig párhuzamosan három. Ugyancsak jellegzetes, hogy a teljes német nyelvterületre, az alnémet és németalföldi nyelvjárásokra is hatással volt. Emiatt néhány kutató nem is tekinti az ófelnémet hangváltás részének, bár a legtöbben ide sorolják. Ez a hangeltolódás a harmadik lépés lezárulta után kezdődhetett, különben a létrejövő d tovább változott volna t-vé.
A negyedik lépés a 9. században indult délről és a 10. században érte el az alnémet területeket; ez pontosan behatárolható, ebből az időből ugyanis már vannak írott nyelvemlékek. A legkorábbi ófelnémet szövegekben þ-t találunk, míg a klasszikus ófelnémetben d-t. Az érdekes jelentésváltozás miatt gyakran említett példa, hogy a korai ófelnémet thiorna szüzet jelent, mai német megfelelője, a Dirne pedig kurvát.
Példák:
- korai ófelnémet thaz → klasszikus ófelnémet daz (angol that, holland dat, német das)
- korai ófelnémet thenken → klasszikus ófelnémet denken (angol think, holland denken, német denken)
- korai ófelnémet thegan → klasszikus ófelnémet degan (angol thane, holland degen, német Degen)
- korai ófelnémet thurstag → klasszikus ófelnémet durstac (angol thirsty, holland dorstig, német durstig)
- korai ófelnémet bruather → klasszikus ófelnémet bruoder (angol brother, holland broeder, német Bruder)
- korai ófelnémet munth → klasszikus ófelnémet mund (angol mouth, holland mond, német Mund)
- korai ófelnémet thou → klasszikus ófelnémet du (angol thou, német du, óholland du)

## Időrend
Mivel a þ→d változást leszámítva a teljes felnémet mássalhangzó-eltolódás az ófelnémet nyelv írásának 9. századi kezdete előtt zajlott, a fázisok idejének meghatározása elég bizonytalan vállalkozás. A fenti becslések javarészt a dtv-Atlas zur deutschen Sprache-ből származnak (63. oldal). Másutt más becslések jelennek meg, például Waterman szerint az első három lépés nagyjából egyszerre zajlott le és a 600-adik évre az alemann területeken már befejezettnek volt tekinthető, északra terjedése pedig további két vagy három évszázadot vett igénybe.
Bizonyos esetekben a történelmi egybeesések segítségünkre lehetnek; például az, hogy Attilát németül Etzelnek hívják, bizonyítja, hogy a második fázisnak az 5. századi hun invázió után termékenynek kellett lennie. Annak alapján, hogy sok latin jövevényszónak a németben a megváltozott alakját találjuk, (például latin strata→német Straße), másoknak pedig nem (például latin poena→német Pein), a hangváltozásokat a kölcsönzés valószínű időszaka előttre vagy utánra datálhatjuk. Mindazonáltal a kronologikus adatok leghasznosabb forrásai a késő klasszikus és kora középkori időszak latin szövegeiben idézett német szavak.
Az változások idejének pontos meghatározása azért is nehéz, mert mindegyik fázis egy szóval vagy egy szavakból álló csoporttal kezdődhetett egy bizonyos környék nyelvjárásában, és fokozatosan terjedhetett át lexikális diffúzió útján minden olyan szóra, ami ugyanazzal a fonológiai szerkezettel bírt, majd később, hosszabb idő alatt nagyobb területekre is kiterjedt.
Mindazonáltal egy, a 2., 3. és 4. fázis sorrendjére vonatkozó viszonylagos időrendet megállapíthatunk az alapján, hogy a t→c változásnak meg kell előznie a d→t-t, aminek ugyancsak meg kell előznie a þ→d-t, hiszen különben az eredetileg þ-t tartalmazó szavak mindhárom lépésen keresztülmentek volna és végül c-vé váltak volna. Ismert jelenség, hogy egy hangváltás egy korai fázisa űrt hagy maga után, (esetünkben a zöngétlen zárhangokét), amit egy későbbi fázis feltölt; hasonló láttunk az első germán hangeltolódás során is.
Felvetődtek más időszakolások is. Egy nem túl széles körben elfogadott, Theo Vennemann német nyelvész nevéhez fűződő elméletet szerint a mássalhangzó-eltolódás sokkal korábban ment végbe és az i. e. 1. század elejére már befejeződött. Ennek alapján ő a germán nyelveket felnémet és alnémet nyelvekre osztja.

## Földrajzi elterjedés
| A rajnai legyező dialektusai és izoglosszái (Északról délre haladva: dialektusok sötét háttérrel, izoglosszák világos háttérrel) |         |          |
| Izoglossza | északra | délre    |
| Alnémet / Alsó frank |         |          |
| Uerdingen-vonal | ik      | ich      |
| Déli alsó frank (düsseldorfi, limburgi, bergeni)                                                                                 |         |          |
| Benrath-vonal (Az alnémet és a középnémet határa)                                                                                | maken   | machen   |
| Ripuári (kölni, bonni, aacheni)                                                                                                  |         |          |
| Bad Honnef-vonal | Dorp    | Dorf     |
| Luxemburgi, siegerlandi |         |          |
| Linz-vonal | tussen  | zwischen |
| Bad Hönningen-vonal | op      | auf      |
| Moseli frank |         |          |
| Boppard-vonal (Eifel-Schranke)                                                                                                   | Korf    | Korb     |
| Sankt Goar-vonal (Hunsrück-Schranke)                                                                                             | dat     | das      |
| Rajnai frank (például pfälzi, frankfurti, dél-hesseni)                                                                           |         |          |
| Speyer-vonal (A Majna folyó mentén) (A középnémet és a felnémet határa)                                                          | Appel   | Apfel    |
| Felnémet |         |          |

Kissé leegyszerűsítve azt mondhatjuk, hogy a hangeltolódás első lépésének hatásai a fel- és középnémet nyelvterületen figyelhetők meg, a második és harmadik lépéséi csak a felnémet, míg a negyedik lépés hatásai az egész német és holland nyelvterületen. Az általánosan elfogadott határ a közép- és alnémet nyelvterület között (a maken-machen vonal) átszeli Düsseldorf Benrath nevű külvárosát, ezért Benrath-vonalnak nevezik. Mintegy 200 kilométerrel délebbre, Speyer városa mellett húzódik a Speyer-vonal, a közép- és felnémet fő határa (az Appel-Apfel vonal).
Mindazonáltal a változások földrajzi kiterjedésének pontos leírása sokkal összetettebb. Nem csak az egy fázison belüli egyes hangváltások különbözhetnek elterjedésükben (például a 3. fázis részben a teljes felnémet nyelvterületre hatással volt, részben viszont csak a felnémet legdélibb dialektusaira), de még az egyes szavak hangalakjában is vannak apró variációk ugyanannak a mássalhangzó-eltolódásnak az elterjedési területén. Például az ik-ich vonal északabbra húzódik a maken-machen vonalnál, bár mindkettő ugyanazt a /k/→/x/ változást mutatja. Ezenfelül maguk a nyelvi határvonalak is mozoghatnak az idők során: a két Németország újraegyesítése óta megfigyelték a Benrath-vonal keleti végének az északi irányú mozgását.
Különösen jellegzetes a nyugati középnémet nyelvjárás felosztása egy sor kisebb dialektusra az első fázis egyes hangváltásainak különböző kiterjedése szerint. Németül rajnai legyezőnek nevezik (Rheinischer Fächer), mert a dialektushatárok térképén a határvonalak egy legyezőalakot adnak ki. Itt nem kevesebb mint nyolc izoglossza fut keletről nyugatra, amelyek a keleti középnémet területen részben összeolvadnak egy egyszerűbb rendszerbe. A jobb oldali táblázat felsorolja ezeket az izoglosszákat (vastag betű) és a köztük beszélt fő dialektusokat (dőlt betű), északról délre haladva. Az alábbi linkeken térképek is vannak:
- https://web.archive.org/web/20050913084422/http://gaer27.uni-trier.de/CLL/Sequenz6/prolo.htm
- https://web.archive.org/web/20040506160208/http://www.ned.univie.ac.at/publicaties/taalgeschiedenis/dt/benrath.htm
- https://web.archive.org/web/20060103191504/http://www.euro-support.be/langbel/mapger2.htm

## Keleti germán hipotézisek
Úgy tűnik, hogy a második és harmadik fázisból eredő mássalhangzó-eltolódások közül néhány a longobárdban, Észak-Olaszország kora középkori germán nyelvében is észlelhető, ami rúnaírásos töredékekben maradt fenn a 6. század végéről és a 7. század elejéről. Sajnos a longobárd nyelvemlékek nem elégségesek ahhoz, hogy pontosan osztályozhassuk a nyelvet. Nem tudjuk tehát biztosan, hogy a nyelv a teljes hangeltolódáson keresztülment-e vagy csupán szórványos hatások érezhetők rajta, de a b→p változás világosan látható. Ez jelentheti azt is, hogy a változás Olaszországban kezdődött, de azt is, hogy egyaránt terjedt déli és északi irányba. Ernst Schwarz és mások felvetették, hogy a hangeltolódás a longobárd nyelvvel való kapcsolatok eredményeképpen következett be a németben. Ha valóban van ilyen kapcsolat, akkor a longobárd nyelv tanúságtétele alapján arra kellene következtetnünk, hogy a harmadik fázisnak a 6. század végéig el kellett kezdődnie, tehát jóval korábban, mint a legtöbb becslés szerint, de nem következik ebből szükségképpen, hogy ugyanilyen korán átterjedt volna a németbe. Ugyanakkor, mivel a longobárd egy keleti germán nyelv volt és nem képezte a német nyelvjárási skála részét, az is ugyanúgy lehetséges, hogy a némettől függetlenül mentek benne végbe párhuzamos változások.
Hasonlóképpen Waterman kimutatta, hogy egy, az ófelnémet hangeltolódás negyedik fázisához hasonló változás végbemehetett a gót nyelvben is (szintén keleti germán) már a Kr. u. 3. században, és felvetette, hogy a gótból terjedhetett át a felnémetbe a vizigótok nyugatra vándorlása nyomán (kb. 375–500). Akár a longobárd feltevés, ez is egy érdekes lehetőség, de jelenlegi tudásunk alapján nem vonhatunk le messzemenő következtetéseket.

## Példaszövegek
A hangeltolódás hatásainak illusztrálására hasonlítsuk össze a késő középkorból származó alábbi szövegeket. Bal oldalon egy közép-alnémet idézet a Sachsenspiegelből (1220), amely nem mutatja a változásokat, jobbra pedig ugyanez a szöveg a közép-felnémet Deutschenspiegelből (1274), amelyben láthatók a megváltozott mássalhangzók; mindkettő a kor mértékadó törvénykönyve.
| Sachsenspiegel |  | Deutschenspiegel |  |
| --- |  | --- |  |
| Eredeti: |  | Eredeti: |  |
| De man is ok vormunde sines wives, to hant alse se eme getruwet is. Dat wif is ok des mannes notinne to hant alse se in sin bedde trit, nach des mannes rehte.  |  | Der man ist auch vormunt sînes wîbes zehant als si im getriuwet ist. Daz wîp ist auch des mannes genozinne zehant als si an sîn bette trit na des mannes dode is se ledich van des mannes rechte. |  |
| Mai német: |  | Mai német: |  |
| Der Mann ist auch Vormund seines Weibes, sobald sie ihm getraut ist. Das Weib ist auch des Manns Gefährtin sobald sie an sein Bett tritt, dem Mannesrecht gemäß |  | Der Mann ist auch Vormund seines Weibes sobald sie ihm getraut ist Das Weib ist auch des Manns Gefährtin sobald sie an sein Bett tritt Nach Tod des Mannes ist sie dem Mannesrecht entbunden      |  |
| Magyar: |  | Magyar: |  |
| A férfi ezenfelül asszonyának gyámja amint azt összeadták vele. Az asszony pedig a férfi társa amint a férfi ágyához járul a férfi jogai szerint.               |  | A férfi ezenfelül asszonyának gyámja amint azt összeadták vele. Az asszony pedig a férfi társa amint a férfi ágyához járul A férfi halála után az asszonyt nem kötik többé a férfi jogai.         |  |

## Külső hivatkozások
- Mittelhochdeutsches Handwörterbuch von M. Lexer Archiválva 2011. május 21-i dátummal a Wayback Machine-ben
- Mittelhochdeutsches Wörterbuch von G.F. Benecke, W. Müller und F. Zarncke Archiválva 2011. május 21-i dátummal a Wayback Machine-ben
- Mittelhochdeutsche Wörterbücher Online
- Germanic Sound Shifts